# 그레이트 록 앤 스윈들
그레이트 록 앤 스윈들(The Great Rock 'n' Roll Swindle)은 영국에서 제작된 줄리엔 템플 감독의 1980년 코미디, 뮤지컬 영화이다. 말콤 맥라렌 등이 주연으로 출연하였다.

## 출연

### 주연
- 말콤 맥라렌
- 스티브 존스
- 폴 쿡
- 시드 비셔스
- 존 라이든
- 리즈 프라저
- 제스 콘러드
- 제임스 오브리
- 줄리안 홀로웨이
- 헬렌 웰링톤-로이드
- 에드워드 투도어 폴
- 아이린 핸들
- 제임스 제터
- 조던
- 글렌 매트록
- 낸시 스펀겐
- 진 워렌

## 제작진
- 의상: 노마 모리소

## 같이 보기
- The Great Rock 'n' Roll Swindle